# حبوبين
الحُبوبين أو الألُورون أو الأليرون أو الطبقة الألرونية (بالإنكليزية: Aleurone، من اليونانية وتعني الدقيق) هو بروتين موجود في حبيبات البروتين للبذور والدرنات الناضجة.  يصف المصطلح أيضًا أحد نوعي الخلايا الرئيسيين لسويداء البذرة طبقة الحُبوبِين . طبقة الحُبوبين هي الطبقة الخارجية من السويداء تليها السويداء النشوية الداخلية.  يشار إلى هذه الطبقة من الخلايا أحيانًا باسم السويداء المحيطية. تقع بين القشرة وطبقة الهيالين [الإنجليزية] من السويداء. على عكس خلايا السويداء النشوية تبقى خلايا الحُبوبين حية عند النضج. إن الصيغة الصبغية للحُبوبين هو (3n) نتيجة الإخصاب المزدوج.

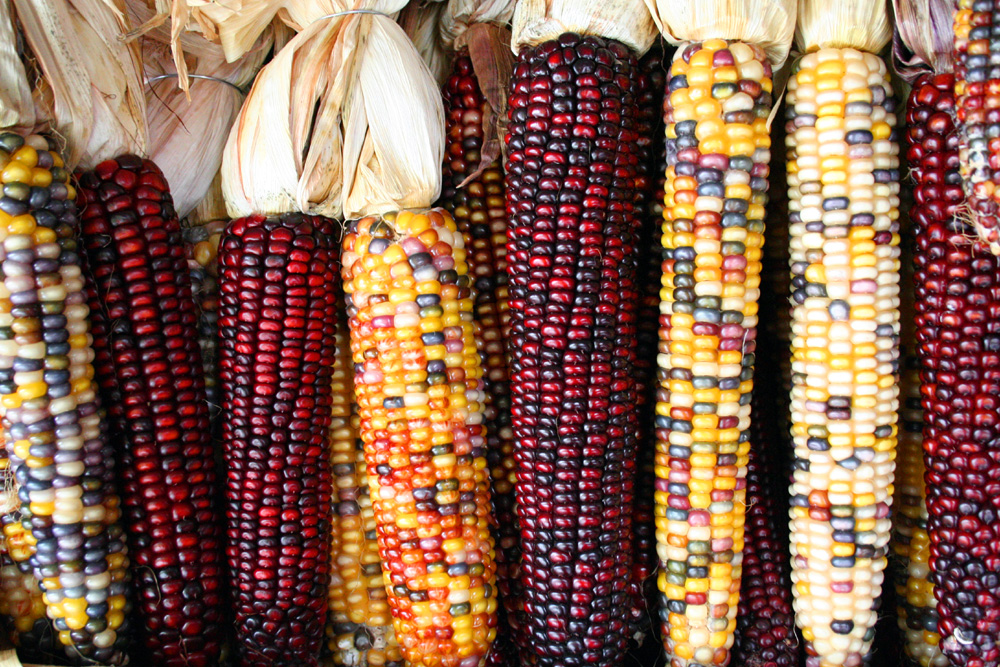
تحتوي الذُّرَة متعددة الألوان على بعض أصباغها في طبقة الحُبوبين.